# دیوید آی. والش
دیوید آی. والش (به انگلیسی: David Ignatius Walsh) سناتور سابق عضو حزب دموکرات ایالات متحده آمریکا بود. وی در سال ۱۹۱۹ تا ۱۹۲۵ و ۱۹۲۶ تا ۱۹۴۷ میلادی سناتور ایالت ماساچوست در سنای ایالات متحده آمریکا بود.